# Playboi Carti
Jordan Terrell Carter (født 13. september 1996 i Atlanta, USA) med kunstnernavnet Playboi Carti er en amerikansk rapper, sanger og sangskriver. Han er kendt for sin unikke lyd og særlige personlighed.[kilde mangler] Han er kendt for sine album Die Lit, Whole Lotta Red og Music, samt sit mixtape Playboi Carti (kendt som Self Titled, da det er opkaldt efter ham selv). Hans største sange er Magnolia, wokeuplikethis* og Shoota, begge med Lil Uzi Vert og Sky. Han er derudover også kendt for hans features på sange som Carnival, Fein, Type Shit, Popular og Miss The Rage. Playboi Cartis hyppigste samarbejdspartnere er Lil Uzi Vert, Travis Scott, Kanye West og producere som Pi'erre Bourne, F1lthy og ojivolta. 

## Opvækst
Jordan Terrell Carter er født i Atlanta, Georgia, Den 13. September 1996. Han er opvokset nær boligkvarteret Riverdale. Han har også en Storebror, Reggie Carter. Han har ikke altid ville være rapper, før dette var hans drøm at være en NBA stjerne. Han havde dog svært ved at fokusere på Basketball, og har selv udtalt til magasinet, The Fader. "I was a young and didn't go to practice". Drømmen sluttede for alvor, efter et skænderig med hans træner, hvor han derefter valgte at fokusere på musik. Dette brugte han meget tid på. Tit ville han blive væk fra skole og arbejde for at lave musik.
Allerede som ung havde han en meget unik sans for mode, og ville ofte gå i genbrugsbutikker for tøj. Han har i et interview med Vogue fortalt at han tit blevet drillet i skolen på grund af hans tøjstil. han har senere brugt, sin sans for mode til at afspejle den musik han laver.       

## Opium
I 2019 grundlagde han pladeselvskabet Opium. Pladeselvskabet har i øjeblikket fire kunstnere Playboi Carti ham selv, Ken Carson, Destroy Lonely og duo'en Homixide gang. Derudover tilknyttet til producere som F1lthy, KP Beatz og Art dealer. 
Playboi Carti er kendt for sit massive arkiv med sange, der ikke er udgivet, som Pissy Pamper (Kid Cudi) der ramte en førsteplads på Spotify Viral Top 100-playlisten. [kilde mangler]